# Pernille Redder
Pernille Redder (født 1977) er en dansk journalist, redaktør og forfatter.
Pernille Redder blev uddannet journalist fra Syddansk Universitet i 2005 og har været ansat på TV 2 Øst og Aftenshowet på DR1, inden hun i 2012 blev ansat i Producentforeningen som redaktør på Copenhagen TV Festival og TV Prisen. Siden stod hun i spidsen for programmet Sådanmark, som blev produceret af STV. Herefter blev hun ansat som eventredaktør på TV 2 Fyn.
Siden 2022 har hun været selvstændig journalist, forfatter, redaktør og konsulent.

## Udgivelser
- 2008: Tips om alt mellem Himmel og Havbund, DRs forlag
- 2008: Mikkel Egelunds Mad, DRs forlag
- 2023: Bryllupsbogen, Gyldendal
- 2023: Shitstorm (medforfatter), Falco
- 2024: Det geniale kup - Uden Skam 1, Falco (efter idé af Jim Lyngvild)[2]
- 2024: Natsværmerne - Uden Skam 2, Falco (efter idé af Jim Lyngvild)